# Green Mountain Falls
Green Mountain Falls es un pueblo ubicado en el condado de El Paso en el estado estadounidense de Colorado. En el año 2000 tenía una población de 773 habitantes y una densidad poblacional de 257,7 personas por km².

## Geografía
Green Mountain Falls se encuentra ubicado en las coordenadas 38°56′5″N 105°1′4″O / 38.93472, -105.01778.

## Demografía
Según la Oficina del Censo en 2000 los ingresos medios por hogar en la localidad eran de $43,816, y los ingresos medios por familia eran $55,268. Los hombres tenían unos ingresos medios de $34,000 frente a los $26,354 para las mujeres. La renta per cápita para la localidad era de $24,892. Alrededor del 7,6% de la población estaba por debajo del umbral de pobreza.